# فليش والون للسيدات 2019
فليش والون للسيدات 2019 (بالفرنسية: Flèche wallonne féminine 2019)‏ هو سباق دراجات هوائية، وهو الموسم رقم 22 من السباق، وأقيم في 24 أبريل 2019، وامتدّ لمسافة 118.5 كيلومتر، وهو أحد سباقات طواف العالم للدراجات للنساء 2019، وقد شارك في السباق 142 متسابقاً ووصل إلى نهايته 78 متسابقاً.
فاز فيه بالمركز الأول أنا فان دير بريغين، وبالمركز الثاني أنيميك فان فليوتن، وبالمركز الثالث أنيكا لانغفاد.

## الفرق
| فرق سيدات محترفة (24)- يو أي أيه تيم ‏ - Aromitalia–Basso Bikes–Vaiano ‏ - أيه آر مونكس برو سيكلينج للسيدات ‏ - بيبينك 2019 ‏ - Équipe Paule Ka ‏ - إس دي وركس ‏ - BTC City Ljubljana ‏ - كانيون إس آر إيه إم راسينغ 2019 ‏ - ليف ريسينغ ‏ - كوجياس ميتلر لوك برو 2019 ‏ - دولتشيني فان إيك سبورت 2019 ‏ - FDJ–Suez ‏ - Hagens Berman–Supermint ‏ - Health Mate–Cyclelive Team ‏ - لوتو سودال للسيدات 2019 ‏ - Liv AlUla Jayco ‏ - موفيستار للسيدات ‏ - باركهوتل فالكنبورغ 2019 ‏ - فريق سنويب للسيدات 2019 ‏ - EF Education–Tibco–SVB ‏ - Lidl–Trek (women's team) ‏ - فالكار سيلانس 2019 ‏ - Team Virtu Cycling Women ‏ - Ceratizit Pro Cycling ‏ |  |
| |  |

## التصنيف العام النهائي
| \| التصنيف العام \| التصنيف العام \| التصنيف العام \| التصنيف العام \| التصنيف العام \| \| المتسابقة \| المتسابقة \| الفريق \| الوقت \| \| \| ------------- \| ------------------------ \| ----------------------------------- \| ------------- \| ------------- \| \| 1 \| أنا فان دير بريغين \| إس دي وركس [الإنجليزية]‏ \| 3 س 17 د 04 ث \| \| \| 2 \| أنيميك فان فليوتن \| Liv AlUla Jayco [الإنجليزية]‏ \| + 1 ث \| \| \| 3 \| أنيكا لانغفاد \| إس دي وركس [الإنجليزية]‏ \| + 4 ث \| \| \| 4 \| ماريان فوس \| ليف ريسينغ [الإنجليزية]‏ \| + 14 ث \| \| \| 5 \| ديمي فوليرينغ \| باركهوتل فالكنبورغ [الإنجليزية]‏ \| + 16 ث \| \| \| 6 \| كاتارزينا نيفيادوما \| كانيون–إس آر إيه إم [الإنجليزية]‏ \| + 17 ث \| \| \| 7 \| آشلي مولمان \| ليف ريسينغ [الإنجليزية]‏ \| + 20 ث \| \| \| 8 \| سيسيلي أوتوب لودفيغ \| Équipe Paule Ka [الإنجليزية]‏ \| + 23 ث \| \| \| 9 \| برودي شابمان \| EF Education–Tibco–SVB [الإنجليزية]‏ \| + 26 ث \| \| \| 10 \| مارغريتا فيكتوريا غارسيا \| موفيستار للسيدات [الإنجليزية]‏ \| + 33 ث \| \| |                          |                         |               |  |
| |                          |                         |               |  |
| مصدر: ProCyclingStats |                          |                         |               |  |
| التصنيف العام |                          |                         |               |  |
| المتسابقة | المتسابقة                | الفريق                  | الوقت         |  |
| 1 | أنا فان دير بريغين       | إس دي وركس ‏             | 3 س 17 د 04 ث |  |
| 2 | أنيميك فان فليوتن        | Liv AlUla Jayco ‏        | + 1 ث         |  |
| 3 | أنيكا لانغفاد            | إس دي وركس ‏             | + 4 ث         |  |
| 4 | ماريان فوس               | ليف ريسينغ ‏             | + 14 ث        |  |
| 5 | ديمي فوليرينغ            | باركهوتل فالكنبورغ ‏     | + 16 ث        |  |
| 6 | كاتارزينا نيفيادوما      | كانيون–إس آر إيه إم ‏    | + 17 ث        |  |
| 7 | آشلي مولمان              | ليف ريسينغ ‏             | + 20 ث        |  |
| 8 | سيسيلي أوتوب لودفيغ      | Équipe Paule Ka ‏        | + 23 ث        |  |
| 9 | برودي شابمان             | EF Education–Tibco–SVB ‏ | + 26 ث        |  |
| 10 | مارغريتا فيكتوريا غارسيا | موفيستار للسيدات ‏       | + 33 ث        |  |

### تصنيف النقاط
| \| تصنيف النقاط \| تصنيف النقاط \| تصنيف النقاط \| تصنيف النقاط \| تصنيف النقاط \| \| المتسابقة \| المتسابقة \| الفريق \| النقاط \| \| \| ------------ \| ------------------- \| ------------------------------------- \| ------------ \| ------------ \| \| 1 \| مارتا باستيانيلي \| Team Virtu Cycling Women [الإنجليزية]‏ \| 710 نقطة \| \| \| 2 \| أنيميك فان فليوتن \| Liv AlUla Jayco [الإنجليزية]‏ \| 650 نقطة \| \| \| 3 \| ماريان فوس \| ليف ريسينغ [الإنجليزية]‏ \| 575 نقطة \| \| \| 4 \| كاتارزينا نيفيادوما \| كانيون–إس آر إيه إم [الإنجليزية]‏ \| 535 نقطة \| \| \| 5 \| سيسيلي أوتوب لودفيغ \| Équipe Paule Ka [الإنجليزية]‏ \| 455 نقطة \| \| \| 6 \| كيرستن وايلد \| Ceratizit Pro Cycling [الإنجليزية]‏ \| 450 نقطة \| \| \| 7 \| أنيكا لانغفاد \| إس دي وركس [الإنجليزية]‏ \| 375 نقطة \| \| \| 8 \| لورينا ويبيس \| باركهوتل فالكنبورغ [الإنجليزية]‏ \| 305 نقطة \| \| \| 9 \| لوت كوبيكي \| لوتو بيليسول للسيدات [الإنجليزية]‏ \| 283 نقطة \| \| \| 10 \| Chantal Blaak \| إس دي وركس [الإنجليزية]‏ \| 275 نقطة \| \| |                     |                           |          |  |
| |                     |                           |          |  |
| مصدر: ProCyclingStats |                     |                           |          |  |
| تصنيف النقاط |                     |                           |          |  |
| المتسابقة | المتسابقة           | الفريق                    | النقاط   |  |
| 1 | مارتا باستيانيلي    | Team Virtu Cycling Women ‏ | 710 نقطة |  |
| 2 | أنيميك فان فليوتن   | Liv AlUla Jayco ‏          | 650 نقطة |  |
| 3 | ماريان فوس          | ليف ريسينغ ‏               | 575 نقطة |  |
| 4 | كاتارزينا نيفيادوما | كانيون–إس آر إيه إم ‏      | 535 نقطة |  |
| 5 | سيسيلي أوتوب لودفيغ | Équipe Paule Ka ‏          | 455 نقطة |  |
| 6 | كيرستن وايلد        | Ceratizit Pro Cycling ‏    | 450 نقطة |  |
| 7 | أنيكا لانغفاد       | إس دي وركس ‏               | 375 نقطة |  |
| 8 | لورينا ويبيس        | باركهوتل فالكنبورغ ‏       | 305 نقطة |  |
| 9 | لوت كوبيكي          | لوتو بيليسول للسيدات ‏     | 283 نقطة |  |
| 10 | Chantal Blaak       | إس دي وركس ‏               | 275 نقطة |  |

### الفرق حسب النقاط
| \| ترتيب الفرق حسب النقاط \| ترتيب الفرق حسب النقاط \| ترتيب الفرق حسب النقاط \| ترتيب الفرق حسب النقاط \| \| الفريق \| الفريق \| النقاط \| \| \| ---------------------- \| -------------------------------------------- \| ---------------------- \| ---------------------- \| \| 1 \| إس دي وركس [الإنجليزية]‏ \| 1274 نقطة \| \| \| 2 \| Liv AlUla Jayco [الإنجليزية]‏ \| 928 نقطة \| \| \| 3 \| Team Virtu Cycling Women [الإنجليزية]‏ \| 871 نقطة \| \| \| 4 \| كانيون إس آر إيه إم راسينغ 2019 [الإنجليزية]‏ \| 768 نقطة \| \| \| 5 \| ليف ريسينغ [الإنجليزية]‏ \| 756 نقطة \| \| \| 6 \| Lidl–Trek (women's team) [الإنجليزية]‏ \| 582 نقطة \| \| \| 7 \| Ceratizit Pro Cycling [الإنجليزية]‏ \| 571 نقطة \| \| \| 8 \| Équipe Paule Ka [الإنجليزية]‏ \| 538 نقطة \| \| \| 9 \| باركهوتل فالكنبورغ 2019 [الإنجليزية]‏ \| 478 نقطة \| \| \| 10 \| فريق سنويب للسيدات 2019 [الإنجليزية]‏ \| 385 نقطة \| \| |                                  |           |  |
| |                                  |           |  |
| مصدر: ProCyclingStats |                                  |           |  |
| ترتيب الفرق حسب النقاط |                                  |           |  |
| الفريق | الفريق                           | النقاط    |  |
| 1 | إس دي وركس ‏                      | 1274 نقطة |  |
| 2 | Liv AlUla Jayco ‏                 | 928 نقطة  |  |
| 3 | Team Virtu Cycling Women ‏        | 871 نقطة  |  |
| 4 | كانيون إس آر إيه إم راسينغ 2019 ‏ | 768 نقطة  |  |
| 5 | ليف ريسينغ ‏                      | 756 نقطة  |  |
| 6 | Lidl–Trek (women's team) ‏        | 582 نقطة  |  |
| 7 | Ceratizit Pro Cycling ‏           | 571 نقطة  |  |
| 8 | Équipe Paule Ka ‏                 | 538 نقطة  |  |
| 9 | باركهوتل فالكنبورغ 2019 ‏         | 478 نقطة  |  |
| 10 | فريق سنويب للسيدات 2019 ‏         | 385 نقطة  |  |

## المشاركون
| إس دي وركس ‏ DLT | إس دي وركس ‏ DLT           | إس دي وركس ‏ DLT |
| --------------- | ------------------------- | --------------- |
| م               | عداء                      | مرتبة           |
| 1               | أنا فان دير بريغين (طريق) | 1               |
| 2               | Chantal Blaak (طريق)      | لم يكمل السباق  |
| 3               | إيفا بورمان               | لم يكمل السباق  |
| 4               | كاتي هال                  | 28              |
| 5               | أنيكا لانغفاد             | 3               |
| 6               | Jip van den Bos ‏          | لم يكمل السباق  |

| ليف ريسينغ ‏ CCC | ليف ريسينغ ‏ CCC           | ليف ريسينغ ‏ CCC |
| --------------- | ------------------------- | --------------- |
| م               | عداء                      | مرتبة           |
| 11              | ماريان فوس                | 4               |
| 12              | Jeanne Korevaar ‏          | 55              |
| 13              | ريجان ماركوس              | 62              |
| 14              | آشلي مولمان (طريق)        | 7               |
| 15              | Pauliena Rooijakkers ‏     | لم يكمل السباق  |
| 16              | Agnieszka Skalniak-Sójka ‏ | 66              |

| Liv AlUla Jayco ‏ MTS | Liv AlUla Jayco ‏ MTS | Liv AlUla Jayco ‏ MTS |
| -------------------- | -------------------- | -------------------- |
| م                    | عداء                 | مرتبة                |
| 21                   | أنيميك فان فليوتن    | 2                    |
| 22                   | جيسيكا ألين          | لم يكمل السباق       |
| 23                   | غريس براون           | 67                   |
| 24                   | لوسي كينيدي          | 40                   |
| 25                   | أماندا سبرات         | 11                   |
| 26                   | Moniek Tenniglo ‏     | لم يكمل السباق       |

| FDJ–Suez ‏ FDJ | FDJ–Suez ‏ FDJ     | FDJ–Suez ‏ FDJ  |
| ------------- | ----------------- | -------------- |
| م             | عداء              | مرتبة          |
| 31            | Shara Gillow      | 13             |
| 32            | أوجيني دوفال      | لم يكمل السباق |
| 33            | Victorie Guilman ‏ | 59             |
| 34            | Marie Le Net ‏     | لم يكمل السباق |
| 35            | Évita Muzic ‏      | 31             |
| 36            | جادي فيل          | 73             |

| Team Virtu Cycling Women ‏ TVC | Team Virtu Cycling Women ‏ TVC | Team Virtu Cycling Women ‏ TVC |
| ----------------------------- | ----------------------------- | ----------------------------- |
| م                             | عداء                          | مرتبة                         |
| 41                            | صوفيا بيرتيزولو               | 53                            |
| 43                            | لويز هانسن                    | لم يكمل السباق                |
| 44                            | أنوسكا كوستر                  | 49                            |
| 45                            | Rachel Neylan ‏                | 15                            |
| 46                            | Sara Penton ‏                  | لم يكمل السباق                |

| Équipe Paule Ka ‏ BIG | Équipe Paule Ka ‏ BIG | Équipe Paule Ka ‏ BIG |
| -------------------- | -------------------- | -------------------- |
| م                    | عداء                 | مرتبة                |
| 51                   | سيسيلي أوتوب لودفيغ  | 8                    |
| 52                   | Elise Chabbey ‏       | 25                   |
| 53                   | Mikayla Harvey ‏      | 74                   |
| 54                   | Nikola Nosková ‏      | 35                   |
| 55                   | Elizabeth Banks      | 68                   |
| 56                   | صوفي رايت            | 46                   |

| كانيون–إس آر إيه إم ‏ CSR | كانيون–إس آر إيه إم ‏ CSR | كانيون–إس آر إيه إم ‏ CSR |
| ------------------------ | ------------------------ | ------------------------ |
| م                        | عداء                     | مرتبة                    |
| 61                       | كاتارزينا نيفيادوما      | 6                        |
| 62                       | ألينا أمياليوسيك (طريق)  | 36                       |
| 63                       | هانا بارنز               | 75                       |
| 64                       | هانا لودفيغ              | 72                       |
| 66                       | الكسيس ريان              | لم يكمل السباق           |
| 67                       | إيلينا سيتشيني           | لم يكمل السباق           |

| موفيستار للسيدات ‏ MOV | موفيستار للسيدات ‏ MOV       | موفيستار للسيدات ‏ MOV |
| --------------------- | --------------------------- | --------------------- |
| م                     | عداء                        | مرتبة                 |
| 71                    | مارغريتا فيكتوريا غارسيا    | 10                    |
| 72                    | أود بيانيك (طريق)           | 78                    |
| 75                    | ماغورزاتا جاسيسكا (طريق)    | 77                    |
| 76                    | Lorena Llamas ‏              | لم يكمل السباق        |
| 77                    | إيدر ميرينو كورتازار (طريق) | 34                    |
| 78                    | غلوريا رودريغيز             | لم يكمل السباق        |

| BTC City Ljubljana ‏ BTC | BTC City Ljubljana ‏ BTC | BTC City Ljubljana ‏ BTC |
| ----------------------- | ----------------------- | ----------------------- |
| م                       | عداء                    | مرتبة                   |
| 81                      | Anastasia Chursina      | 26                      |
| 83                      | Urška Bravec ‏           | لم يكمل السباق          |
| 84                      | حنا نيلسون              | 52                      |
| 85                      | Urša Pintar ‏            | 29                      |
| 86                      | Urška Žigart ‏           | لم يكمل السباق          |
| 87                      | Mia Radotić ‏            | لم يكمل السباق          |

| فالكار سيلانس ‏ VAL | فالكار سيلانس ‏ VAL   | فالكار سيلانس ‏ VAL |
| ------------------ | -------------------- | ------------------ |
| م                  | عداء                 | مرتبة              |
| 91                 | مارتا كافالي (طريق)  | 30                 |
| 92                 | Alice Maria Arzuffi ‏ | 61                 |
| 93                 | إليسا بالسامو        | 54                 |
| 94                 | Barbara Malcotti ‏    | 64                 |
| 95                 | Dalia Muccioli ‏      | لم يكمل السباق     |
| 96                 | Alessia Vigilia ‏     | لم يكمل السباق     |

| يو أي أيه تيم ‏ ALE | يو أي أيه تيم ‏ ALE   | يو أي أيه تيم ‏ ALE |
| ------------------ | -------------------- | ------------------ |
| م                  | عداء                 | مرتبة              |
| 101                | ثريا بالادين         | 16                 |
| 102                | رومي كاسبر           | 76                 |
| 103                | Diana Peñuela ‏       | لم يكمل السباق     |
| 104                | Nadia Quagliotto ‏    | 63                 |
| 105                | Karlijn Swinkels ‏    | لم يكمل السباق     |
| 106                | Eri Yonamine ‏ (طريق) | 42                 |

| Ceratizit Pro Cycling ‏ WNT | Ceratizit Pro Cycling ‏ WNT | Ceratizit Pro Cycling ‏ WNT |
| -------------------------- | -------------------------- | -------------------------- |
| م                          | عداء                       | مرتبة                      |
| 111                        | إيريكا ماجندي              | 27                         |
| 112                        | Laura Asencio ‏             | لم يكمل السباق             |
| 113                        | Kathrin Hammes ‏            | لم يكمل السباق             |
| 114                        | Gabrielle Pilote Fortin ‏   | لم يكمل السباق             |
| 115                        | أني سانستيبان              | 43                         |
| 116                        | Lara Vieceli ‏              | 47                         |

| فريق سنويب للسيدات ‏ SUN | فريق سنويب للسيدات ‏ SUN | فريق سنويب للسيدات ‏ SUN |
| ----------------------- | ----------------------- | ----------------------- |
| م                       | عداء                    | مرتبة                   |
| 121                     | Coryn Rivera (طريق)     | لم يكمل السباق          |
| 122                     | لوسيندا براند           | 48                      |
| 123                     | يانيكي إنسينغ           | 56                      |
| 124                     | ليا كيرشمان             | 17                      |
| 125                     | جولييت لابوس            | 38                      |
| 127                     | فلورتجي ماكايج          | 18                      |

| Lidl–Trek (women's team) ‏ TFS | Lidl–Trek (women's team) ‏ TFS | Lidl–Trek (women's team) ‏ TFS |
| ----------------------------- | ----------------------------- | ----------------------------- |
| م                             | عداء                          | مرتبة                         |
| 131                           | Lizzie Deignan                | 23                            |
| 132                           | Audrey Cordon-Ragot           | 70                            |
| 133                           | إليسا ونغو بورغيني            | 20                            |
| 134                           | Jolanda Neff ‏ (طريق)          | 21                            |
| 135                           | تايلر وايلز                   | 69                            |
| 136                           | روث ويندر                     | 60                            |

| أيه آر مونكس برو سيكلينج للسيدات ‏ ASA | أيه آر مونكس برو سيكلينج للسيدات ‏ ASA | أيه آر مونكس برو سيكلينج للسيدات ‏ ASA |
| ------------------------------------- | ------------------------------------- | ------------------------------------- |
| م                                     | عداء                                  | مرتبة                                 |
| 141                                   | أرلينيس سيرا (طريق)                   | 12                                    |
| 142                                   | Marie-Soleil Blais ‏                   | لم يكمل السباق                        |
| 143                                   | Marina Kurnossova ‏                    | لم يكمل السباق                        |
| 144                                   | إيلينا بيروني                         | 50                                    |
| 145                                   | Jeidi Pradera ‏                        | لم يكمل السباق                        |
| 146                                   | Olga Shekel ‏ (طريق)                   | 41                                    |

| EF Education–Tibco–SVB ‏ TIB | EF Education–Tibco–SVB ‏ TIB | EF Education–Tibco–SVB ‏ TIB |
| --------------------------- | --------------------------- | --------------------------- |
| م                           | عداء                        | مرتبة                       |
| 151                         | برودي شابمان                | 9                           |
| 152                         | أليسون جاكسون               | 37                          |
| 153                         | نينا كيسلر                  | لم يكمل السباق              |
| 154                         | Shannon Malseed ‏            | 65                          |
| 155                         | Rozanne Slik ‏               | لم يكمل السباق              |
| 156                         | لورين ستيفنز                | لم يكمل السباق              |

| باركهوتل فالكنبورغ ‏ PHV | باركهوتل فالكنبورغ ‏ PHV | باركهوتل فالكنبورغ ‏ PHV |
| ----------------------- | ----------------------- | ----------------------- |
| م                       | عداء                    | مرتبة                   |
| 161                     | صوفي دي فوست            | 24                      |
| 162                     | Loes Adegeest ‏          | لم يكمل السباق          |
| 164                     | روكسان كنيتيمان         | لم يكمل السباق          |
| 165                     | إستر فان فيين           | لم يكمل السباق          |
| 166                     | ديمي فوليرينغ           | 5                       |
| 167                     | Sylvie Swinkels ‏        | لم يكمل السباق          |

| لوتو بيليسول للسيدات ‏ LSL | لوتو بيليسول للسيدات ‏ LSL | لوتو بيليسول للسيدات ‏ LSL |
| ------------------------- | ------------------------- | ------------------------- |
| م                         | عداء                      | مرتبة                     |
| 171                       | Julie Van de Velde ‏       | 14                        |
| 173                       | Dani Christmas ‏           | 57                        |
| 174                       | Marie Dessart ‏            | لم يكمل السباق            |
| 176                       | كيلي فان دن ستين          | 32                        |
| 178                       | شانتال هوفمان             | لم يكمل السباق            |

| بيبينك ‏ BPK | بيبينك ‏ BPK       | بيبينك ‏ BPK    |
| ----------- | ----------------- | -------------- |
| م           | عداء              | مرتبة          |
| 181         | تاتيانا جوديرزو   | 22             |
| 182         | Vania Canvelli ‏   | لم يكمل السباق |
| 183         | سيمونا فرايبسي    | لم يكمل السباق |
| 184         | Katia Ragusa ‏     | 45             |
| 185         | Nicole Steigenga ‏ | لم يكمل السباق |
| 186         | Silvia Valsecchi ‏ | لم يكمل السباق |

| Health Mate–Cyclelive Team ‏ HMT | Health Mate–Cyclelive Team ‏ HMT | Health Mate–Cyclelive Team ‏ HMT |
| ------------------------------- | ------------------------------- | ------------------------------- |
| م                               | عداء                            | مرتبة                           |
| 191                             | Kylie Waterreus ‏                | لم يكمل السباق                  |
| 192                             | Lara Defour ‏                    | لم يكمل السباق                  |
| 193                             | Veronika Kormos ‏                | لم يكمل السباق                  |
| 194                             | Esther Meisels ‏                 | لم يكمل السباق                  |
| 195                             | Zsófia Szabó ‏                   | لم يكمل السباق                  |
| 196                             | Suzanne Verhoeven ‏              | لم يكمل السباق                  |

| Hagens Berman–Supermint ‏ HBS | Hagens Berman–Supermint ‏ HBS | Hagens Berman–Supermint ‏ HBS |
| ---------------------------- | ---------------------------- | ---------------------------- |
| م                            | عداء                         | مرتبة                        |
| 201                          | ليلي وليامز                  | لم يكمل السباق               |
| 202                          | ويتني أليسون                 | 51                           |
| 203                          | Leigh Ann Ganzar ‏            | 71                           |
| 204                          | ليندسي غولدمان               | لم يكمل السباق               |
| 205                          | هارييت أوين                  | لم يكمل السباق               |
| 206                          | Liza Rachetto ‏               | لم يكمل السباق               |

| فريق كوجياس ميتلر لوك برو للدراجات ‏ CGS | فريق كوجياس ميتلر لوك برو للدراجات ‏ CGS | فريق كوجياس ميتلر لوك برو للدراجات ‏ CGS |
| --------------------------------------- | --------------------------------------- | --------------------------------------- |
| م                                       | عداء                                    | مرتبة                                   |
| 211                                     | Maria Novolodskaya ‏                     | 33                                      |
| 212                                     | غولناز خاتونتسيفا                       | لم يكمل السباق                          |
| 213                                     | Antri Christoforou ‏ (طريق)              | لم يكمل السباق                          |
| 214                                     | Olga Deyko ‏                             | لم يكمل السباق                          |
| 215                                     | Elizaveta Oshurkova ‏                    | لم يكمل السباق                          |
| 216                                     | Anastasiia Pliaskina ‏                   | لم يكمل السباق                          |

| Aromitalia–Basso Bikes–Vaiano ‏ VAI | Aromitalia–Basso Bikes–Vaiano ‏ VAI | Aromitalia–Basso Bikes–Vaiano ‏ VAI |
| ---------------------------------- | ---------------------------------- | ---------------------------------- |
| م                                  | عداء                               | مرتبة                              |
| 221                                | راسا ليليفيتو (طريق)               | 39                                 |
| 222                                | Sofia Beggin ‏                      | 58                                 |
| 223                                | Letizia Borghesi ‏                  | لم يكمل السباق                     |
| 224                                | Angelica Brogi ‏                    | لم يكمل السباق                     |
| 225                                | Carmela Cipriani ‏                  | لم يكمل السباق                     |
| 226                                | Nicole Nesti ‏                      | لم يكمل السباق                     |

| دولتشيني فان إيك بروكسيموس ‏ DVE | دولتشيني فان إيك بروكسيموس ‏ DVE | دولتشيني فان إيك بروكسيموس ‏ DVE |
| ------------------------------- | ------------------------------- | ------------------------------- |
| م                               | عداء                            | مرتبة                           |
| 231                             | Tetyana Riabchenko              | 19                              |
| 232                             | Mieke Docx ‏                     | لم يكمل السباق                  |
| 233                             | Séverine Eraud ‏                 | لم يكمل السباق                  |
| 234                             | Marion Sicot ‏                   | 44                              |
| 235                             | Jesse Vandenbulcke ‏             | لم يكمل السباق                  |
| 236                             | Anisha Vekemans ‏                | لم يكمل السباق                  |

| إس دي وركس ‏ DLT | إس دي وركس ‏ DLT           | إس دي وركس ‏ DLT |
| --------------- | ------------------------- | --------------- |
| م               | عداء                      | مرتبة           |
| 1               | أنا فان دير بريغين (طريق) | 1               |
| 2               | Chantal Blaak (طريق)      | لم يكمل السباق  |
| 3               | إيفا بورمان               | لم يكمل السباق  |
| 4               | كاتي هال                  | 28              |
| 5               | أنيكا لانغفاد             | 3               |
| 6               | Jip van den Bos ‏          | لم يكمل السباق  |

| ليف ريسينغ ‏ CCC | ليف ريسينغ ‏ CCC           | ليف ريسينغ ‏ CCC |
| --------------- | ------------------------- | --------------- |
| م               | عداء                      | مرتبة           |
| 11              | ماريان فوس                | 4               |
| 12              | Jeanne Korevaar ‏          | 55              |
| 13              | ريجان ماركوس              | 62              |
| 14              | آشلي مولمان (طريق)        | 7               |
| 15              | Pauliena Rooijakkers ‏     | لم يكمل السباق  |
| 16              | Agnieszka Skalniak-Sójka ‏ | 66              |

| Liv AlUla Jayco ‏ MTS | Liv AlUla Jayco ‏ MTS | Liv AlUla Jayco ‏ MTS |
| -------------------- | -------------------- | -------------------- |
| م                    | عداء                 | مرتبة                |
| 21                   | أنيميك فان فليوتن    | 2                    |
| 22                   | جيسيكا ألين          | لم يكمل السباق       |
| 23                   | غريس براون           | 67                   |
| 24                   | لوسي كينيدي          | 40                   |
| 25                   | أماندا سبرات         | 11                   |
| 26                   | Moniek Tenniglo ‏     | لم يكمل السباق       |

| FDJ–Suez ‏ FDJ | FDJ–Suez ‏ FDJ     | FDJ–Suez ‏ FDJ  |
| ------------- | ----------------- | -------------- |
| م             | عداء              | مرتبة          |
| 31            | Shara Gillow      | 13             |
| 32            | أوجيني دوفال      | لم يكمل السباق |
| 33            | Victorie Guilman ‏ | 59             |
| 34            | Marie Le Net ‏     | لم يكمل السباق |
| 35            | Évita Muzic ‏      | 31             |
| 36            | جادي فيل          | 73             |

| Team Virtu Cycling Women ‏ TVC | Team Virtu Cycling Women ‏ TVC | Team Virtu Cycling Women ‏ TVC |
| ----------------------------- | ----------------------------- | ----------------------------- |
| م                             | عداء                          | مرتبة                         |
| 41                            | صوفيا بيرتيزولو               | 53                            |
| 43                            | لويز هانسن                    | لم يكمل السباق                |
| 44                            | أنوسكا كوستر                  | 49                            |
| 45                            | Rachel Neylan ‏                | 15                            |
| 46                            | Sara Penton ‏                  | لم يكمل السباق                |

| Équipe Paule Ka ‏ BIG | Équipe Paule Ka ‏ BIG | Équipe Paule Ka ‏ BIG |
| -------------------- | -------------------- | -------------------- |
| م                    | عداء                 | مرتبة                |
| 51                   | سيسيلي أوتوب لودفيغ  | 8                    |
| 52                   | Elise Chabbey ‏       | 25                   |
| 53                   | Mikayla Harvey ‏      | 74                   |
| 54                   | Nikola Nosková ‏      | 35                   |
| 55                   | Elizabeth Banks      | 68                   |
| 56                   | صوفي رايت            | 46                   |

| كانيون–إس آر إيه إم ‏ CSR | كانيون–إس آر إيه إم ‏ CSR | كانيون–إس آر إيه إم ‏ CSR |
| ------------------------ | ------------------------ | ------------------------ |
| م                        | عداء                     | مرتبة                    |
| 61                       | كاتارزينا نيفيادوما      | 6                        |
| 62                       | ألينا أمياليوسيك (طريق)  | 36                       |
| 63                       | هانا بارنز               | 75                       |
| 64                       | هانا لودفيغ              | 72                       |
| 66                       | الكسيس ريان              | لم يكمل السباق           |
| 67                       | إيلينا سيتشيني           | لم يكمل السباق           |

| موفيستار للسيدات ‏ MOV | موفيستار للسيدات ‏ MOV       | موفيستار للسيدات ‏ MOV |
| --------------------- | --------------------------- | --------------------- |
| م                     | عداء                        | مرتبة                 |
| 71                    | مارغريتا فيكتوريا غارسيا    | 10                    |
| 72                    | أود بيانيك (طريق)           | 78                    |
| 75                    | ماغورزاتا جاسيسكا (طريق)    | 77                    |
| 76                    | Lorena Llamas ‏              | لم يكمل السباق        |
| 77                    | إيدر ميرينو كورتازار (طريق) | 34                    |
| 78                    | غلوريا رودريغيز             | لم يكمل السباق        |

| BTC City Ljubljana ‏ BTC | BTC City Ljubljana ‏ BTC | BTC City Ljubljana ‏ BTC |
| ----------------------- | ----------------------- | ----------------------- |
| م                       | عداء                    | مرتبة                   |
| 81                      | Anastasia Chursina      | 26                      |
| 83                      | Urška Bravec ‏           | لم يكمل السباق          |
| 84                      | حنا نيلسون              | 52                      |
| 85                      | Urša Pintar ‏            | 29                      |
| 86                      | Urška Žigart ‏           | لم يكمل السباق          |
| 87                      | Mia Radotić ‏            | لم يكمل السباق          |

| فالكار سيلانس ‏ VAL | فالكار سيلانس ‏ VAL   | فالكار سيلانس ‏ VAL |
| ------------------ | -------------------- | ------------------ |
| م                  | عداء                 | مرتبة              |
| 91                 | مارتا كافالي (طريق)  | 30                 |
| 92                 | Alice Maria Arzuffi ‏ | 61                 |
| 93                 | إليسا بالسامو        | 54                 |
| 94                 | Barbara Malcotti ‏    | 64                 |
| 95                 | Dalia Muccioli ‏      | لم يكمل السباق     |
| 96                 | Alessia Vigilia ‏     | لم يكمل السباق     |

| يو أي أيه تيم ‏ ALE | يو أي أيه تيم ‏ ALE   | يو أي أيه تيم ‏ ALE |
| ------------------ | -------------------- | ------------------ |
| م                  | عداء                 | مرتبة              |
| 101                | ثريا بالادين         | 16                 |
| 102                | رومي كاسبر           | 76                 |
| 103                | Diana Peñuela ‏       | لم يكمل السباق     |
| 104                | Nadia Quagliotto ‏    | 63                 |
| 105                | Karlijn Swinkels ‏    | لم يكمل السباق     |
| 106                | Eri Yonamine ‏ (طريق) | 42                 |

| Ceratizit Pro Cycling ‏ WNT | Ceratizit Pro Cycling ‏ WNT | Ceratizit Pro Cycling ‏ WNT |
| -------------------------- | -------------------------- | -------------------------- |
| م                          | عداء                       | مرتبة                      |
| 111                        | إيريكا ماجندي              | 27                         |
| 112                        | Laura Asencio ‏             | لم يكمل السباق             |
| 113                        | Kathrin Hammes ‏            | لم يكمل السباق             |
| 114                        | Gabrielle Pilote Fortin ‏   | لم يكمل السباق             |
| 115                        | أني سانستيبان              | 43                         |
| 116                        | Lara Vieceli ‏              | 47                         |

| فريق سنويب للسيدات ‏ SUN | فريق سنويب للسيدات ‏ SUN | فريق سنويب للسيدات ‏ SUN |
| ----------------------- | ----------------------- | ----------------------- |
| م                       | عداء                    | مرتبة                   |
| 121                     | Coryn Rivera (طريق)     | لم يكمل السباق          |
| 122                     | لوسيندا براند           | 48                      |
| 123                     | يانيكي إنسينغ           | 56                      |
| 124                     | ليا كيرشمان             | 17                      |
| 125                     | جولييت لابوس            | 38                      |
| 127                     | فلورتجي ماكايج          | 18                      |

| Lidl–Trek (women's team) ‏ TFS | Lidl–Trek (women's team) ‏ TFS | Lidl–Trek (women's team) ‏ TFS |
| ----------------------------- | ----------------------------- | ----------------------------- |
| م                             | عداء                          | مرتبة                         |
| 131                           | Lizzie Deignan                | 23                            |
| 132                           | Audrey Cordon-Ragot           | 70                            |
| 133                           | إليسا ونغو بورغيني            | 20                            |
| 134                           | Jolanda Neff ‏ (طريق)          | 21                            |
| 135                           | تايلر وايلز                   | 69                            |
| 136                           | روث ويندر                     | 60                            |

| أيه آر مونكس برو سيكلينج للسيدات ‏ ASA | أيه آر مونكس برو سيكلينج للسيدات ‏ ASA | أيه آر مونكس برو سيكلينج للسيدات ‏ ASA |
| ------------------------------------- | ------------------------------------- | ------------------------------------- |
| م                                     | عداء                                  | مرتبة                                 |
| 141                                   | أرلينيس سيرا (طريق)                   | 12                                    |
| 142                                   | Marie-Soleil Blais ‏                   | لم يكمل السباق                        |
| 143                                   | Marina Kurnossova ‏                    | لم يكمل السباق                        |
| 144                                   | إيلينا بيروني                         | 50                                    |
| 145                                   | Jeidi Pradera ‏                        | لم يكمل السباق                        |
| 146                                   | Olga Shekel ‏ (طريق)                   | 41                                    |

| EF Education–Tibco–SVB ‏ TIB | EF Education–Tibco–SVB ‏ TIB | EF Education–Tibco–SVB ‏ TIB |
| --------------------------- | --------------------------- | --------------------------- |
| م                           | عداء                        | مرتبة                       |
| 151                         | برودي شابمان                | 9                           |
| 152                         | أليسون جاكسون               | 37                          |
| 153                         | نينا كيسلر                  | لم يكمل السباق              |
| 154                         | Shannon Malseed ‏            | 65                          |
| 155                         | Rozanne Slik ‏               | لم يكمل السباق              |
| 156                         | لورين ستيفنز                | لم يكمل السباق              |

| باركهوتل فالكنبورغ ‏ PHV | باركهوتل فالكنبورغ ‏ PHV | باركهوتل فالكنبورغ ‏ PHV |
| ----------------------- | ----------------------- | ----------------------- |
| م                       | عداء                    | مرتبة                   |
| 161                     | صوفي دي فوست            | 24                      |
| 162                     | Loes Adegeest ‏          | لم يكمل السباق          |
| 164                     | روكسان كنيتيمان         | لم يكمل السباق          |
| 165                     | إستر فان فيين           | لم يكمل السباق          |
| 166                     | ديمي فوليرينغ           | 5                       |
| 167                     | Sylvie Swinkels ‏        | لم يكمل السباق          |

| لوتو بيليسول للسيدات ‏ LSL | لوتو بيليسول للسيدات ‏ LSL | لوتو بيليسول للسيدات ‏ LSL |
| ------------------------- | ------------------------- | ------------------------- |
| م                         | عداء                      | مرتبة                     |
| 171                       | Julie Van de Velde ‏       | 14                        |
| 173                       | Dani Christmas ‏           | 57                        |
| 174                       | Marie Dessart ‏            | لم يكمل السباق            |
| 176                       | كيلي فان دن ستين          | 32                        |
| 178                       | شانتال هوفمان             | لم يكمل السباق            |

| بيبينك ‏ BPK | بيبينك ‏ BPK       | بيبينك ‏ BPK    |
| ----------- | ----------------- | -------------- |
| م           | عداء              | مرتبة          |
| 181         | تاتيانا جوديرزو   | 22             |
| 182         | Vania Canvelli ‏   | لم يكمل السباق |
| 183         | سيمونا فرايبسي    | لم يكمل السباق |
| 184         | Katia Ragusa ‏     | 45             |
| 185         | Nicole Steigenga ‏ | لم يكمل السباق |
| 186         | Silvia Valsecchi ‏ | لم يكمل السباق |

| Health Mate–Cyclelive Team ‏ HMT | Health Mate–Cyclelive Team ‏ HMT | Health Mate–Cyclelive Team ‏ HMT |
| ------------------------------- | ------------------------------- | ------------------------------- |
| م                               | عداء                            | مرتبة                           |
| 191                             | Kylie Waterreus ‏                | لم يكمل السباق                  |
| 192                             | Lara Defour ‏                    | لم يكمل السباق                  |
| 193                             | Veronika Kormos ‏                | لم يكمل السباق                  |
| 194                             | Esther Meisels ‏                 | لم يكمل السباق                  |
| 195                             | Zsófia Szabó ‏                   | لم يكمل السباق                  |
| 196                             | Suzanne Verhoeven ‏              | لم يكمل السباق                  |

| Hagens Berman–Supermint ‏ HBS | Hagens Berman–Supermint ‏ HBS | Hagens Berman–Supermint ‏ HBS |
| ---------------------------- | ---------------------------- | ---------------------------- |
| م                            | عداء                         | مرتبة                        |
| 201                          | ليلي وليامز                  | لم يكمل السباق               |
| 202                          | ويتني أليسون                 | 51                           |
| 203                          | Leigh Ann Ganzar ‏            | 71                           |
| 204                          | ليندسي غولدمان               | لم يكمل السباق               |
| 205                          | هارييت أوين                  | لم يكمل السباق               |
| 206                          | Liza Rachetto ‏               | لم يكمل السباق               |

| فريق كوجياس ميتلر لوك برو للدراجات ‏ CGS | فريق كوجياس ميتلر لوك برو للدراجات ‏ CGS | فريق كوجياس ميتلر لوك برو للدراجات ‏ CGS |
| --------------------------------------- | --------------------------------------- | --------------------------------------- |
| م                                       | عداء                                    | مرتبة                                   |
| 211                                     | Maria Novolodskaya ‏                     | 33                                      |
| 212                                     | غولناز خاتونتسيفا                       | لم يكمل السباق                          |
| 213                                     | Antri Christoforou ‏ (طريق)              | لم يكمل السباق                          |
| 214                                     | Olga Deyko ‏                             | لم يكمل السباق                          |
| 215                                     | Elizaveta Oshurkova ‏                    | لم يكمل السباق                          |
| 216                                     | Anastasiia Pliaskina ‏                   | لم يكمل السباق                          |

| Aromitalia–Basso Bikes–Vaiano ‏ VAI | Aromitalia–Basso Bikes–Vaiano ‏ VAI | Aromitalia–Basso Bikes–Vaiano ‏ VAI |
| ---------------------------------- | ---------------------------------- | ---------------------------------- |
| م                                  | عداء                               | مرتبة                              |
| 221                                | راسا ليليفيتو (طريق)               | 39                                 |
| 222                                | Sofia Beggin ‏                      | 58                                 |
| 223                                | Letizia Borghesi ‏                  | لم يكمل السباق                     |
| 224                                | Angelica Brogi ‏                    | لم يكمل السباق                     |
| 225                                | Carmela Cipriani ‏                  | لم يكمل السباق                     |
| 226                                | Nicole Nesti ‏                      | لم يكمل السباق                     |

| دولتشيني فان إيك بروكسيموس ‏ DVE | دولتشيني فان إيك بروكسيموس ‏ DVE | دولتشيني فان إيك بروكسيموس ‏ DVE |
| ------------------------------- | ------------------------------- | ------------------------------- |
| م                               | عداء                            | مرتبة                           |
| 231                             | Tetyana Riabchenko              | 19                              |
| 232                             | Mieke Docx ‏                     | لم يكمل السباق                  |
| 233                             | Séverine Eraud ‏                 | لم يكمل السباق                  |
| 234                             | Marion Sicot ‏                   | 44                              |
| 235                             | Jesse Vandenbulcke ‏             | لم يكمل السباق                  |
| 236                             | Anisha Vekemans ‏                | لم يكمل السباق                  |

## وصلات خارجية
- لمحة عن سباق فليش والون للسيدات 2019 على موقع  ProCyclingStats   (برو  سايكلنج  ستاتس) - إحصاءات  محترفي  الدراجات.

- فليش والون للسيدات 2019 على موقع إحصائيات الدراجات الإحترافية (الإنجليزية)